# Sentry (Robert Reynolds)
Sentry, il cui vero nome è Robert "Bob" Reynolds, è un personaggio immaginario dei fumetti creato da Paul Jenkins (testi) e Jae Lee (disegni) nel 2000, pubblicato dalla Marvel Comics. La sua prima apparizione è in The Sentry n. 1 (settembre 2000).
È un supereroe, nato sulle pagine dell'omonima miniserie di 5 numeri (settembre 2000 - gennaio 2001) pubblicata per la linea Marvel Knights.

## Biografia del personaggio

La prima apparizione, disegnato da Jae Lee

Bob Reynolds è un semplice studente con il vizio dell'alcolismo, tossicodipendente, vittima di frequenti depressioni e disturbi psichici. Insieme ad un compagno, fa irruzione in un laboratorio alla ricerca di droghe sintetiche che lo facciano 'sballare', e per questo beve una strana pozione segreta, ottenendo così i suoi superpoteri. La pozione si rivelerà in seguito essere una variante del siero del supersoldato usato su Capitan America, con la particolarità di essere circa un milione di volte più potente ed adattabile ad ogni organismo umano, a differenza del precedente, dimostratosi efficace solo su Steve Rogers e pochi altri; la scoperta portò i suoi creatori alla decisione di farlo sparire, nella paura che si potessero creare infiniti esseri potenti come Sentry, e gli venne cancellata la memoria, nell'impossibilità di ucciderlo.
Nella miniserie a lui dedicata veniamo a scoprire che Sentry fu in realtà il primo supereroe dell'universo Marvel, entrando in contatto con molti altri eroi tra cui Hulk, Mister Fantastic e l'Uomo Ragno, ma la sua esistenza venne misteriosamente cancellata dalla memoria di tutto l'universo. La sua esistenza è legata a doppio filo a quella di un'entità malvagia chiamata Void. Ognuno richiede la presenza dell'altro per poter esistere: tanto più potente diventa uno, allo stesso modo si fortificava l'altro. Ricordò che fu lui stesso a cancellare la memoria di sé dalle menti di tutto il mondo, cancellando ogni traccia della sua esistenza.
Per evitare di mettere a repentaglio la sicurezza del mondo intero, Robbie decise di abbandonare definitivamente l'identità di Sentry.

### L'imbroglio
Il mistero che circonda la figura di Sentry si estende anche alla vita reale, in quanto questo personaggio è stato una delle più grandi prodezze commerciali della storia del fumetto.
Quando la miniserie The Sentry era ormai prossima all'uscita nel 2000, l'Editor-in-chief della Marvel Joe Quesada diffuse la diceria che Sentry fosse in realtà un dimenticato personaggio ideato da Stan Lee, creato nel 1961 assieme al disegnatore Artie Rosen, che precedeva in qualche modo i Fantastici Quattro e facendo di lui il primo supereroe in assoluto della Marvel. Per sostenere la trovata pubblicitaria nelle sue storie apparivano copertine o vignette fasulle disegnate secondo i canoni grafici degli anni sessanta e settanta, dando la sensazione che il fumetto fosse stato realmente stampato in quegli anni.

### Nuovi Vendicatori
Il personaggio è stato ripescato nel 2005 dal duo Brian Michael Bendis e David Finch per la serie New Avengers (Nuovi Vendicatori), dove Capitan America e altri supereroi, raggruppatisi per coincidenza, si trovano a fronteggiare una rivolta di supercriminali all'istituto di massima sicurezza di Ryker's Island chiamato Raft, all'interno del quale Robert Reynolds era rinchiuso a seguito del presunto omicidio della moglie. Durante l'evasione causata da Electro, egli fugge, non prima di riuscire a portare Carnage nell'atmosfera terrestre e strapparlo in due.
Dopo la battaglia al Raft, Sentry si rifugia nel deserto. Qui viene raggiunto da Capitan America e Iron Man e da sua moglie, il cui omicidio si rivela un delirio della sua mente sconvolta. Fugge, ma alla fine, in preda alla pazzia, si scontra con i Nuovi Vendicatori, gli X-Men, gli Inumani e i Fantastici Quattro. Sul punto di sconfiggere tutti questi supereroi viene fatto rinsavire con l'aiuto psichico di Emma Frost e riesce a tornare in sé.
In seguito si scopre che Robert soffre di schizofrenia dissociativa: Void e Sentry sono due parti di lui. Sentry tenta di scoprire i suoi segreti e la sua origine, così si reca dal Dottor Strange, ma quest'ultimo quando sono vicini alla soluzione gli svela che se mai lui scoprirà l'origine dei suoi poteri ci sarà la fine del mondo. Sentry torna in un luogo familiare e dopo uno scontro con Strange va ad affrontare Void. Sentry alla fine lancia Void sul Sole, conscio che tornerà.
Sentry ha un ruolo da protagonista durante lo scontro con il Collettivo, nato dal potere perduto di milioni di mutanti: dopo aver salvato Ms. Marvel e Iron Man, affronta l'avversario nello spazio. Sulla Terra, il potere prima si impadronisce di Magneto e poi viene 'imbrigliato' da Iron Man. Sentry in pochi istanti lo scaglia nel Sole, mettendo fine alla minaccia.

### Civil War
All'inizio di Civil War, dopo un brutale scontro con l'Uomo Assorbente, Sentry si registra presso le autorità, ma si astiene dal prendere parte al conflitto e cerca rifugio su Attilan, la patria degli Inumani situata sulla Luna. Attaccato dall'esercito inumano, capeggiato dal feroce Gorgon, Sentry trionfa senza fatica alcuna, sino a che la giovane Crystal non lo invita a corte, su ordine di Freccia Nera. Il Re e la Regina di Attilan, Medusa, lo interrogano sulle motivazioni della sua visita e lo invitano ad un banchetto reale, ove scopriamo che, prima di essere dimenticato, Sentry aiutò gli Inumani a sconfiggere Red Ronin ed ebbe una relazione clandestina con la giovane Crystal. In seguito Iron Man lo raggiunge sulla Luna e lo convince ad unirsi a lui. Sentry cattura Wolverine, che poi riesce a evadere, e partecipa alla battaglia finale, senza però scatenare il suo vero potere. Maria Hill, direttrice dello S.H.I.E.L.D., ottiene infatti da Sentry il supporto del supercomputer Cloc, anche per la gestione del supercarcere noto come "42", ma auspica una sua partecipazione più diretta in guerra. Sentry, dopo la guerra, comunica ufficialmente la sua posizione filo-governativa, cosa che fa aumentare le adesioni all'Atto di Registrazione dei Superumani. In seguito a Civil War, Tony Stark lo convince ad unirsi ai Potenti Vendicatori, nonostante il disappunto della moglie, Lindy.

### Potenti Vendicatori
Sentry, al termine di Civil War, viene reclutato da Iron Man per formare una nuova squadra di eroi d'èlite: i Potenti Vendicatori. Il primo arco narrativo vede Sentry opporsi ad una nuova e potente versione femminile di Ultron, nata dal corpo e dell'armatura di Iron Man: i due si affrontano una prima volta, ma Sentry non può combattere seriamente per non uccidere l'amico 'posseduto', che per distrarlo riesce a far precipitare a terra l'elivelivolo, la fortezza volante dello S.H.I.E.L.D.. Sentry ferma il colosso di metallo, ma l'avversario scompare. Dopo aver distrutto una serie di satelliti, con i quali Ultron scatenava diversi cataclismi nel mondo, Sentry scopre che il robot ha ucciso Lindy, sua moglie: dopo un tentativo di curarla, si scaglia fuori di sé contro l'avversario, rischiando di ucciderlo, cosa che comporterebbe il decesso di Tony Stark/Iron Man. Sentry viene fermato da Ms. Marvel, dopo che questa riesce ad assorbire una testata nucleare e a scaricarne il potere su Bob. Quando Sentry ritorna a casa, Lindy è viva, miracolosamente resuscitata dal tocco del marito.
Nella storia successiva, Sentry appare triste, spaventato. La moglie, dopo aver asserito di amarlo molto, chiede ad Iron Man di trovare il modo di depotenziarlo o ucciderlo, prima che sia lui a uccidere chiunque altro.
Il Guardiano d'oro del bene prende poi parte allo scontro con i simbionti a New York, rivelandosi immune al virus che ha trasformato i cittadini in mostri simili a Venom e Carnage. Insieme ai Potenti Vendicatori, si dirige poi verso Latveria, avendo scoperto che è stato il Dottor Destino a creare il virus.
Durante la battaglia, presso il castello di Destino, Sentry prima distrugge una statua del monarca di Latveria, usandola per abbattere i difensori del castello, poi, su ordine di Carol Danvers, si lancia contro lo stesso Destino per aiutare Iron Man: con pochi colpi, complice l'effetto sorpresa, si sbarazzerà del criminale, ma questi attiverà per sbaglio la propria macchina del tempo, riportando sé stesso, Iron Man e Robert all'inizio dell'era degli eroi.
Qui, confuso, osserverà sé stesso sfidare Void, e si scaglierà, furibondo, su Victor von Doom, che avrà la meglio su di lui grazie ad un incantesimo di inversione dello spirito, al quale Sentry reagirà in modo, a detta di Destino, eccessivo. Iron Man fermerà l'attacco del criminale, sostenendo che Sentry potrebbe ucciderlo senza rendersene neanche conto.
Calmatisi, Iron Man e Destino invieranno Sentry a liberare la via per la macchina del tempo di Reed Richards: niente di quello che farà sarà ricordato in futuro, quindi la linea temporale non ne sarà modificata. Dopo un breve duello con la Cosa, Sentry e i due nemici in armatura ritorneranno nel presente, ma Destino scomparirà: Carol Danvers, giunta sul luogo, non farà in tempo ad avvisare Iron Man, che si ritroverà nel bel mezzo di una enorme esplosione, mentre Sentry e Ms. Marvel, lontani, lo osservano stupiti.
L'incredibile velocità del Vendicatore dorato, tuttavia, gli consente di salvare l'amico, che poi ricarica completamente: raggiunto Destino, Sentry prima blocca un incantesimo con il quale il monarca di Latveria stava tenendo in scacco i Vendicatori, poi lo sconfigge strappandogli maschera e armatura.

### World War Hulk
All'inizio della storia, Sentry viene "arruolato" da Iron Man e da Mister Fantastic, ma non prende parte attiva allo scontro. Rimane seduto in una villetta, con il cane, a seguire lo scontro tramite la televisione, e non interviene né su richiesta di Susan Storm, la Donna Invisibile, né su ordine del Presidente degli Stati Uniti d'America. Iron Man ha confermato, nel primo numero della miniserie, che l'eroe interverrà al momento opportuno. Sempre nel primo numero, l'Uomo Ragno definisce Sentry "l'essere umano più potente della galassia", cosa che confermano gli stessi Iron Man e Mister Fantastic.
In World War Hulk 4, apprendiamo che Sentry non vuole intervenire a causa della propria agorafobia: da 29 ore attende in silenzio che la situazione si risolva, anche perché, come dice a Iron Man, per sconfiggere Hulk dovrebbe rilasciare una quantità immensa di energia, con il rischio di perderne il controllo, cosa che comporterebbe gravissime conseguenze. Stark gli rammenta allora le sue responsabilità, e il fatto che sia tempo di essere un dio.
Dopo essersi reso conto di essere l'unico eroe rimasto in grado di fermare il Golia Verde, proprio ricordando a sé stesso che "È tempo di essere un dio", Sentry si lancia infine all'attacco.
Durante lo scontro però Bob non riesce a controllare tutta la sua potenza, divenendo un pericolo addirittura maggiore rispetto ad Hulk: al termine del loro scontro, quando entrambi sono tornati in forma umana, Bob ringrazia Bruce Banner per essere riuscito a sconfiggerlo prima di collassare a terra a causa del pugno finale di Banner.

### Dark Reign: Oscuri Vendicatori
Contrariamente a Ms. Marvel, Bob ha accettato la proposta di Norman Osborn di entrare a far parte dei suoi Vendicatori: Osborn ha infatti avuto successo nel cercare di stabilire un contatto con l'eroe, grazie alle comuni esperienze di follia. Sentry ha salvato Norman da un agguato tesogli dal Punitore, intercettando al volo una pallottola sparata da Castle, per poi inseguirlo: questi è fuggito grazie a un diversivo e all'aiuto di un contatto esterno, il figlio del supercriminale Mosaico.
Durante lo scontro con Morgana la Fay, Sentry uccide la maga decapitandola, per poi essere disintegrato da un'altra versione dell'antica incantatrice, giunta dal passato. Quando però la squadra di Osborn torna alla base, Sentry si manifesta sulla sommità della torre di guardia, emanando luce solare, resuscitato e in perfetta forma fisica. Gli oscuri vendicatori sono sbalorditi, al punto che Bullseye si domanda come potrebbero fare per ucciderlo, se impazzisse del tutto. Osborn riesce però a mediare con Sentry, stupito dall'esser vivo e forse posseduto da Void, mandandolo dalla moglie.
Dopo questa missione, Iron Patriot invia Sentry a uccidere alcuni soldati dormienti di Atlantide che avevano attaccato Melrose, e Sentry, sempre più influenzato da Void, compie un eccidio ai danni dei terroristi, lasciandone vivo solo uno per le telecamere: sarà Venom a sbranarlo, poco dopo.
Sentry prende poi parte alla missione contro gli X-Men nel crossover "Utopia": in procinto di abbattere Namor viene fermato da Emma Frost, che mostra come Reynolds sia sotto il controllo di Void e separa temporaneamente le due entità: una scheggia di Void le rimarrà comunque in testa.
Sentry in seguito affronta Owen Reece, l'Uomo Molecola, e dopo esser stato sconfitto e scomposto a livello molecolare, trova il modo di ricomporsi e di abbatterlo, manifestando un'abilità simile alla sua, ossia il controllo delle molecole che lo circondano.
Dopo la moglie di Bob, Lindy, gli spara in testa con una pistola ottenuta da Noh-Varr, sciogliendo e devastando il volto del marito, uccidendolo all'apparenza. Lindy infatti, pur amando il marito, è anche spaventata a morte da lui, perché possiede un potere spaventosamente grande ed è sempre sul punto di essere posseduto da Void. Lindy fa anche una descrizione impietosa di Bob, definendolo una persona infantile, fragile, assolutamente non adatta ad essere un supereroe.
Tuttavia il marito, controllato da Void, risorge nuovamente e sta per uccidere la donna, venendo fermato dalla personalità di Bob, il quale per non far correre rischi alla moglie decide di suicidarsi lanciandosi nel sole.
Ma Void gli ricorda che è un'azione inutile e gli consiglia di lasciar fare a lui, perché in grado di risolvere tutti i loro problemi. Void devasterà New York, salvo poi accettare di allearsi con Osborn in cambio dell'uccisione di Lindy, che Sentry impedisce.
Osborn userà poi Void per disfarsi di Victor Von Doom, espellendolo dalla sua cerchia di alleati, salvo poi richiedere l'intervento di Sentry per abbattere un doombot particolarmente ostico, sotto forma di uno sciame di insetti robotici: Bullseye sfrutterà l'assenza di Reynolds per ucciderne la moglie, Lindy, su ordine di Osborn, in un estremo tentativo di controllare il guardiano dorato. Mutatosi in Void, questi cercherà di uccidere il sicario, ma sarà convinto a desistere e partirà alla ricerca della moglie, in una direzione però sbagliata a causa delle menzogne di Bullseye.
Queste manifestazioni sempre più frequenti di Void sono preambolo di quanto avverrà in Assedio (l'attacco dei vendicatori di Osborn congiuntamente alle forze Hammer contro Asgard).

### Assedio
Durante l'assedio ad Asgard, Void prende fortemente il sopravvento sulla già provata personalità di Bob e scatena tutto il suo potere dapprima sull'amico/collega Ares, che finisce letteralmente squartato in due, e poi sostanzialmente contro tutti i supereroi "non ufficiali" giunti per difendere la patria norrena, finita distrutta sul suolo dell'Oklahoma proprio per mano di Sentry/Void. Manifestatosi in una nuova forma similragnesca Void riesce a sconfiggere praticamente tutti; solo il tempestivo intervento di un "redento" Loki, che tramite le pietre delle norne dona nuova forza vitale agli eroi ormai a terra, muta a momentaneo vantaggio le sorti della battaglia. Questo basta al redivivo Iron Man per prendere possesso dell'elivelivolo Hammer e scagliarlo su Void. Dopo lo schianto Bob torna nella sua forma umana e, in lacrime, chiede agli eroi di ucciderlo prima che Void possa riprendere il controllo. Ma Thor, straziato dalla morte del fratello, si rifiuta di esaudire la richiesta, convinto che Bob debba pagare per i suoi crimini. Poco dopo, però, la presenza di Void inizia a riaffiorare e Thor capisce che ucciderlo è l'unica soluzione per evitare ulteriori vittime. Un fulmine gigante, scaturito da Thor, colpisce quindi Void che, una volta per tutte, cade a terra immobile. Thor prende il corpo di Sentry, lo avvolge nel proprio mantello, e dirigendosi nello spazio aperto lo lascia cadere nel sole, guardandolo incenerire.
Al funerale di Sentry, Reed Richards riceverà da Cloc il diario di Reynolds, e rimarrà stupito da un suo stralcio, senza rivelarlo a nessuno. Cloc poi si allontanerà, intenzionato a ricostruire la Torre di Guardia per quando Sentry tornerà.

### Cavaliere della Morte
Viene resuscitato dai Gemelli di Apocalisse come loro Cavaliere, sfruttando la sua voglia di vendicarsi di Thor. Però Wasp e altri vendicatori vengono posseduti dalle coscienze di loro versioni future, in cui i gemelli hanno vinto la battaglia, e convincono Sentry ad aiutarli a sconfiggere Exitar, un Celestiale ingannato dai gemelli per distruggere la terra. Dopo di che Sentry parte nello spazio portando via il corpo di Exitar, e preannuncia che l'ira dei Celestiali per questa offesa sarà tremenda.

## Poteri e abilità
I superpoteri di Sentry derivano da una versione speciale del siero del supersoldato, di cui la potenza è stata aumentata migliaia di volte, rendendolo molto più efficace. Il siero sperimentale crea uno sfasamento tra le molecole, provocando una parziale asincronia dalla realtà, gli atomi del suo corpo sono un istante prima del tempo corrente (e la loro natura era sconosciuta persino a Molecola) e gli dona poteri che sembrano avere il loro fondamento nella deformazione della realtà stessa.
I poteri della Sentinella Dorata sono basati sull'archetipo di Superman, il superuomo classico, attraverso la manipolazione molecolare ha forza, velocità, resistenza e sensi sovrumani (poteva sentire qualcuno chiamarlo dall'altra parte della Terra e percepire lo spettro elettromagnetico), volo, sopravvivenza nello spazio, non ha bisogno di dormire, mangiare, bere, e respirare, è immune a virus (anche quello dei Simbionti), malattie e alla magia, tant'è che anche il Dottor Strange ha fallito nel tentativo di fermarlo quando ha dato i primi segni di squilibrio. Ha vasti poteri telepatici (può infatti cancellare il ricordo di sé stesso dalle menti dell'intero genere umano) e telecinetici. È in grado di compiere la distruzione subatomica e la manipolazione di energia. Può creare campi di forza. Può compiere la proiezione di energia omnidirezionale, la manipolazione della luce e del tempo meteorologico e viaggi dimensionali. Possiede anche i seguenti poteri: invisibilità, intangibilità, trasmutazione, rigenerazione e immortalità. Può far resuscitare i morti (una volta ha resuscitato la moglie). Come Superman, i suoi poteri derivano in parte dal Sole, dal quale attinge energia, che aggiunge a quella che già possiede. Tuttavia, le sue capacità vengono consumate rapidamente se si trova nella Zona negativa. La resistenza fisica di Sentry è notevole: solo Knull, Hulk, Ultron, Thor, Blue Marvel e Void, sino ad ora, sono riusciti a farlo sanguinare. Nelle storie, il potere di Sentry è spesso definito pari a quello di "un milione di soli che esplodono".
Durante lo scontro con Hulk, Sentry ha inoltre dimostrato di essere in grado di rilasciare e scatenare immense quantità di energia, sebbene non ne abbia il pieno controllo. Sentry ha inoltre sconfitto una volta Oween Reece, il temibilissimo Uomo Molecola: infatti, dopo essere stato da questi smolecolarizzato, Sentry ha trovato il modo di ricomporsi e di batterlo, sebbene non possieda neanche lontanamente lo stesso potere. Sentry ha più volte dato dimostrazione di possedere una forza fisica potenzialmente illimitata: è stato difatti in grado di spaccare in due un ghiacciaio con un pugno (Silent War) e di fermare con una mano l'ascia di Terrax, oltre a sostenere il peso dell'eliveivolo S.H.I.E.L.D. in caduta libera, sebbene aiutato da Miss Marvel. Uno dei pochi personaggi Marvel che lo ha sconfitto è Hulk in una delle sue versioni più potenti definita "Sfregio Verde". Lo scontro, che vede entrambi ritornare in forma umana dove Bob cade a terra, mentre Bruce rimane in piedi con ancora energia gamma in corpo, avviene nell'episodio finale di World War Hulk, alla fine del quale i due dimostrano di essere fra gli esseri più potenti dell'Universo Marvel. Il suo corpo, analizzato da Iron Man, non presenta alcuna debolezza (e lo S.H.I.E.L.D. non ha mai trovato un modo per ucciderlo).
Robert Reynolds ha ottime doti come scrittore, come afferma quando si presenta a Peter Parker e, come spesso affermato da Mister Fantastic, è uno scienziato eccellente, al punto da figurare nella formazione di supereroi-scienziati vista durante Civil War, con l'Uomo Radioattivo, Iron Man, Hank Pym, Doc Samson e Mister Fantastic.
Nella forma di Void possiede la capacità di mutare la propria forma (da un nero criminale con impermeabile e cappello a una forma umanoide indefinita nera e viola, ed un'altra ancora è una sorta di ''Sentry fatto d'ombra'') ed appare con un nuovo potere: è in grado di emettere tentacoli neri capaci di far rivivere a chi vi viene a contatto i dolori patiti durante la propria vita. In un singolo combattimento è stato in grado di tenere testa a un piccolo esercito S.H.I.E.L.D., ai Nuovi Vendicatori, agli X-Men, agli Inumani e ai Fantastici Quattro, coadiuvati dal Dottor Strange.

## Altre versioni

### Marvel Zombi
Sentry è il responsabile del mutamento di alcuni eroi in zombi sulla Terra 2149, dove risiede la realtà alternativa dei Marvel Zombi. Non si sa come abbia contratto il letale virus, ma ha raggiunto Terra 2149 da una sorta di Limbo, dopo aver affrontato Ash Williams, protagonista della serie cinematografica La Casa. Arrivato sulla Terra, morde alcuni eroi come Ms. Marvel e Occhio di Falco, i quali diffonderanno il virus. In seguito, si scopre che il Sentry Zombie altro non è che un paradosso temporale: viene spedito dall'Osservatore indietro nel tempo perché ultimo zombie rimasto, in modo tale che la minaccia 'divori sé stessa' in un ciclo infinito, circoscrivendola. Il Sentry zombie viene infettato durante World War Hulk da Bruce Banner, che lo inganna al fine da farlo depotenziare e poterlo così mordere: Reynolds si inimicherà poi il golia verde tentando di eliminarlo, e con alcuni altri zombie darà origine a una sorta di setta. Verrà ferito da Wolverine, poi imprigionato da Hank Pym: proprio da questa prigione sarà mandato indietro nel tempo, in un'altra dimensione, esattamente sulla Terra 2149, dove tutto rincomincia in un ciclo infinito.

## Edizioni in italiano
La miniserie The Sentry e i relativi cinque one-shot sono apparsi sulla rivista antologica Wiz edita da Marvel Italia, nei numeri dal 65 al 67 (marzo-maggio 2001) e dal 69 al 74 (luglio-dicembre 2001).
Il ripescaggio è apparso su New Avengers n. 1 (febbraio 2005), tradotto in italiano sulle pagine di Thor & i Nuovi Vendicatori n. 78 (settembre 2005, Panini Comics).
Nell'ottobre 2006 sempre l'editore Panini ha raccolto in volume, nella collana Collezione 100% Marvel, la seconda miniserie dedicata a Sentry (Sentry, 8 numeri, novembre 2005-aprile 2006) di Paul Jenkins e John Romita Jr.

## Altri media

### Cinema

#### Marvel Cinematic Universe
Robert "Bob" Reynolds, alias Sentry, appare all'interno del Marvel Cinematic Universe, interpretato da Lewis Pullman e doppiato da Pasquale Severino.
- Sentry è apparso per la prima volta, anche come antagonista principale sotto le sembianze del Void, nel film Thunderbolts* (2025).
- Il personaggio riapparirà nuovamente nel film Avengers: Doomsday (2026).[4]

### Videogiochi
- Sentry compare come personaggio giocabile in LEGO Marvel's Avengers.
- Sentry e Void compaiono come personaggi giocabili in Marvel: Sfida dei campioni.
- Sentry e Void compaiono come personaggi giocabili in Marvel Snap.